# Championnats de Tchéquie de course en montagne
Les Championnats de Tchéquie de course en montagne sont organisés tous les ans par la Fédération tchèque d'athlétisme et désignent les champions de Tchéquie de la catégorie.

## Histoire
En 1991 a lieu la première édition des championnats de Tchécoslovaquie de course en montagne dans le cadre de la course Janské Lázně-Černá hora. À la suite de la dissolution de la Tchécoslovaquie, les championnats de République tchèque de course en montagne reprennent le flambeau dès 1993 et toujours à Janské Lázně.
En 2005, pour la première fois les championnats sont organisés sur un autre lieu, à Dolní Morava.

## Épreuves
Le parcours peut emprunter des routes, des chemins ou des sentiers de montagne mais doit dans la mesure du possible éviter les routes. Le profil peut être de type « montée » uniquement ou « montée et descente ». La pente moyenne doit être d'au moins 5 % mais ne doit pas excéder 20 %. L'altitude maximale ne doit pas excéder 3 000 m. Les distances recommandées sont de 12 km pour les hommes avec 1 200 m de dénivelé positif en montée ou de 600 à 750 m de dénivelé en montée et descente et de 8 km pour les femmes avec 800 m de dénivelé en montée ou de 400 à 500 m de dénivelé et montée et descente.
La course Janské Lázně-Černá hora a accueilli les championnats à dix-neuf reprises dont douze fois d'affilée entre 1993 et 2004.

## Palmarès
| Édition | Date | Lieu                   | Gagnant             | Gagnante                |
| ------- | ---- | ---------------------- | ------------------- | ----------------------- |
| 1re     | 1993 | Janské Lázně           | Radomír Soukup      | Dagmar Havlíčková       |
| 2e      | 1994 | Janské Lázně           | Ladislav Raim       | Dagmar Havlíčková       |
| 3e      | 1995 | Janské Lázně           | Radomír Soukup      | Renata Schlezingerová   |
| 4e      | 1996 | Janské Lázně           | Jan Pešava          | Dita Hebelková          |
| 5e      | 1997 | Janské Lázně           | Radomír Soukupv     | Anna Báčová             |
| 6e      | 1998 | Janské Lázně           | Miroslav Vítek      | Dita Hebelková          |
| 7e      | 1999 | Janské Lázně           | Pavel Faschingbauer | Irena Šádková           |
| 8e      | 2000 | Janské Lázně           | Jan Bláha           | Anna Pichrtová          |
| 9e      | 2001 | Janské Lázně           | Pavel Faschingbauer | Anna Pichrtová          |
| 10e     | 2002 | Janské Lázně           | Pavel Faschingbauer | Irena Šádková           |
| 11e     | 2003 | Janské Lázně           | Jan Bláha           | Irena Šádková           |
| 12e     | 2004 | Janské Lázně           | Miroslav Vítek      | Pavla Havlová           |
| 13e     | 2005 | Dolní Morava           | Jan Havlíček        | Anna Pichrtová          |
| 14e     | 2006 | Ostravice              | Filip Ospalý        | Anna Pichrtová          |
| 15e     | 2007 | Janské Lázně           | Jan Havlíček        | Marta Vlčovská          |
| 16e     | 2008 | Ostravice              | Jan Havlíček        | Pavla Matyášová         |
| 17e     | 2009 | Janské Lázně           | Jan Havlíček        | Irena Šádková           |
| 18e     | 2010 | Janské Lázně           | Jan Kreisinger      | Ivana Sekyrová          |
| 19e     | 2011 | Janské Lázně           | Vít Pavlišta        | Ivana Sekyrová          |
| 20e     | 2012 | Dolní Morava           | Jiří Homoláč        | Táňa Metelková          |
| 21e     | 2013 | Janské Lázně           | Jan Janů            | Iva Milesová            |
| 22e     | 2014 | Bělá pod Pradědem      | Jan Janů            | Monika Preibischová     |
| 23e     | 2015 | Dolní Morava           | Jan Janů            | Petra Nováková          |
| 24e     | 2016 | Bělá pod Pradědem      | Jan Janů            | Pavla Schorná-Matyášová |
| 25e     | 2017 | Bělá pod Pradědem      | Robert Krupička     | Pavla Schorná-Matyášová |
| 26e     | 2018 | Bělá pod Pradědem      | Marek Chrascina     | Kristýna Dvořáková      |
| 27e     | 2019 | Janské Lázně           | Jan Janů            | Adéla Stránská          |
| 28e     | 2020 | Bělá pod Pradědem      | Marek Chrascina     | Tereza Hrochová         |
| 29e     | 2021 | Česká Třebová          | Jáchym Kovář        | Tereza Hrochová         |
| 30e     | 2022 | Zadov                  | Marek Chrascina     | Adéla Stránská          |
| 31e     | 2023 | Hodkovice nad Mohelkou | Marek Chrascina     | Tereza Hrochová         |
| 32e     | 2024 | Janské Lázně           | Matěj Zima          | Tereza Hrochová         |
| 33e     | 2025 | Lipová-lázně           | Jáchym Kovář        | Tereza Hrochová         |